# 失われた音問村
『失われた音問村』（うしなわれたおとといむら）は、洗足学園音楽大学が運営する洗足オンラインスクール・オブ・ミュージックが開発したPCブラウザ用RPG。2010年5月7日にAdobe Flash版としてリリースされ、2017年5月18日にはJavaScriptベースに移植したHTML5バージョンが公開された。ゲームデザイン、シナリオ、プログラム、音楽制作は洗足オンラインスクール・オブ・ミュージック校長である清水昭夫が担当し、敵モンスターや背景画は漫画家の星和弥がデザインした。

## 概要
本作は、プレイヤーが遊びながら音感を磨くことを目的として制作された「聴音RPG」である。ゲームの舞台は、架空の村「音問村」から発生した呪いに侵された世界。プレイヤーは世界をその呪縛から解放するため、「音霊（おんりょう）」と呼ばれるモンスターを退ける力をもった音楽家となって冒険と調査をすすめていく。聴音要素は、敵モンスターとの戦闘システム（後述）に取り入れられている。

## 戦闘について

### 戦闘システム
プレイヤーを阻む敵モンスター「音霊」はフィールドを歩いている際にランダムエンカウントで遭遇し戦闘が始まる。
戦闘は、音霊が鳴らしてくる音や音楽を聴き、その音名や音程、音色、和音の種類、作曲家名を答えることで進んでいく。正しいものを選ぶことができれば音霊にダメージを与えることができ、間違えるとこちらの耳力（みみぢから、他のゲームのヒットポイントに相当）が減ってしまう。音霊は種族によって出題テーマが固定されており、一度の戦闘でだいたい３問正解すると撃破できるようになっている。戦闘後には経験値とゴールドを得ることができ、経験値を積んでレベルアップしたり、ゴールドを貯めて装備を買いそろえたりすることで戦闘が楽に進められるようになる。なお、戦闘中は耳力を回復することができず、また逃走して戦闘を回避することもできない。ベル系音霊の鳴らす音をピアノの音に変換することができるアイテム「ベルピー錠」だけは、戦闘開始時に任意で使用することができる。

### 敵キャラクター（音霊）
タノン
ピアノの単音を鳴らす音霊で、プレイヤーは鳴らされた音の音名を答える。白鍵に限定して出題するホワイト・タノン、黒鍵に限定して出題するブラック・タノン、ホワイトとブラック両方の音を出題するゼブラ・タノン、チューブラーベルの音色で出題するベル・タノンの4種類が存在する。
インターバルーン
高さの違うふたつの音を鳴らす音霊で、プレイヤーは鳴らされたふたつの音の音程を答える。短2度-完全5度までの狭い音程に限定して出題するナロー・インターバルーン、短2度-長7度までの音程を出題するインターバルーン、複音程を出題するワイド・インターバルーン、ベルの音色で出題するベル・インターバルーンの4種類が存在する。
ワオーン
三和音ないしは四和音を鳴らす音霊で、プレイヤーは鳴らされた和音の種類を答える。三和音を出題するワオーン・トライアド、七の和音を出題するワオーン・セブンス、トライアドとセブンス両方の和音を出題するワオーン・マスター、ベルの音色で和音を鳴らすベル・ワオーンの4種類が存在する。
ネイローン
オーケストラで使用される様々な楽器の音色を鳴らす音霊で、プレイヤーは鳴らされた音がなんの楽器の音色かを答える。打楽器を出題するメタル・ネイローン、鍵盤楽器を出題するクラヴィ・ネイローン、管楽器を出題するウィンド・ネイローン、前述した全ての音色を出題するキング・ネイローンの4種類が存在する。
フーズワークス
様々な時代にわたる芸術音楽の冒頭部を鳴らす音霊で、プレイヤーは鳴らされた曲の作曲家を答える。バロック音楽を出題するフーズワークス・バロック、古典派の楽曲を出題するフーズワークス・クラシック、ロマン派〜近現代の楽曲を出題するニュー・フーズワークス、これら全ての範囲にわたって出題するワイド・フーズワークスの4種類が存在する。

### 主なアイテム
ミミスースー
耳力を回復させる消耗品。
べルピー錠
ベル系の音霊と遭遇した際に使用すると、出題の音色がピアノに変化する消耗品。
ミミガードS、ミミガードL
防御力を若干増加させる装備品。持っているだけで効果を発揮し、音霊からの攻撃で受けるダメージを多少減らすことができる。
ザ・念力くんJr、ザ・念力くんUP
念力（ねんりき・他のRPGにおける攻撃力）を若干増加させる装備品。持っているだけで効果があり、音霊を効率的に撃退することができる。上位互換である「ザ・念力くんUP」を所有しているときは購入できない。

## 主なスタッフ
- プロデューサー：清水昭夫
- プログラム：清水昭夫、大丸智史(移植編集)、一色萌生(移植編集)
- 音楽：清水昭夫
- サウンドデザイン：古澤壮輝、成澤真由美、藤本周真(移植編集)
- イラスト：星和弥、大蔵哲弘
- メッセージライター：溝上裕希(移植編集)